# František Pokorný (basketbalista)
František Pokorný (31. srpna 1933 Zlín – 6. ledna 2014 Blansko) byl československý basketbalista. Je zařazen na čestné listině mistrů sportu.
V československé basketbalové lize hrál 14 sezón (1954–1968). S týmem Zbrojovka / Spartak ZJŠ Brno byl čtyřikrát mistrem a třikrát vicemistrem Československa.
S týmem Spartak ZJŠ Brno se zúčastnil čtyř ročníků Poháru evropských mistrů v basketbale, v sezóně 1958/59 hráli osmifinále, v sezóně 1962/63 se probojovali mezi čtyři nejlepší týmy, v semifinále byli vyřazeni španělským Real Madrid. V
další sezóně 1963–64 skončili druzí, když ve finále prohráli s Real Madrid (110–99, 64–84) a v sezóně 1964–65 byli vyřazeni ve čtvrtfinále rozdílem jednoho bodu ve skóre italským Ignis Varese.
S reprezentačním družstvem Československa se zúčastnil Mistrovství Evropy – 1961 v Bělehradě (5. místo). Za Československo v letech 1954 až 1961 hrál celkem 47 zápasů.  
V roce 2006 byl uveden do Síně slávy města Brna.

## Sportovní kariéra

### Hráč klubů
- 1954–1957 Slavia Brno 2× 8. místo (1955, 1956), 10. místo (1957)
- 1957–1966 Spartak ZJŠ Brno, 4× mistr (1958, 1962, 1963, 1964), 3× vicemistr (1960, 1965, 1966), 4. místo (1959), 5. místo (1961)
- 1966–1968 Spartak Metra Blansko, 9. místo (1967), 12. místo (1968)
- Československá basketbalová liga celkem 14 sezón a 7 medailových umístění: 4× mistr Československa, 3× vicemistr
- Pohár evropských mistrů – Zbrojovka Brno: 1958–59 (osmifinále), 1962–63 (semifinále, vyřazeni od Real Madrid 79–60 / 67–90, rozdíl 4 body), 1963–64 (finále, 2. místo, prohra s Real Madrid 110–99 / 64–84), 1964–65 (čtvrtfinále, prohra s Ignis Varese 72–67 / 84–90, rozdíl 1 bod)

### Hráč Československa
- za reprezentační družstvo Československa hrál v letech 1954–1959 celkem 61 zápasů, z toho na ME 36 bodů v 7 zápasech
- Mistrovství Evropy – 1961 Bělehrad (36 bodů /7 zápasů) 5. místo